# Elmer Holmes Bobst
Elmer Holmes Bobst, né en 1884 à Clear Spring dans le Maryland et décédé en 1978, était un pharmacologue américain, philanthrope écrivain et collectionneur. De 1920 à 1944, il dirigea Hoffman-La Roche Chemical Works. Il était proche du président Eisenhower et un ami du président Nixon. En 1968, Bobst devint conseiller de la Maison-Blanche pour les questions de santé publique. Il fut un philanthrope, particulièrement dans le domaine de la recherche contre le cancer et l'éducation, et c'est grâce à son don de six millions de dollars que fut créée la bibliothèque de l'université de New York (Elmer Holmes Bobst Library), en 1973.

## Biographie

### Jeunesse et études
Bobst est le troisième des cinq enfants d'Isaac et Alice (Holmes) Bobst. Il souhaite devenir médecin, mais ne pourra faire qu'une seule année d'étude au Franklin and Marshall College (grâce à une bourse de baseball) avant que les problèmes financiers de sa famille ne le contraignent à chercher du travail.
Il trouve un emploi dans un drugstore à Philadelphie. Durant son peu de temps libre, il apprend par lui-même la pharmacologie, réussissant ses examens de pharmacien-assistant puis de pharmacien en 1905. Il passe ensuite l'examen préliminaire de droit en 1907. Mais ses responsabilités familiales ne lui permettent pas de poursuivre ses études.

### Carrière scientifique
Bobst est engagé comme vendeur par le bureau new-yorkais de la société suisse Hoffmann-La Roche en 1911. Il devient directeur et trésorier de Hoffman-La Roche Chemical Works en 1920. En 1928, il déplace les activités de la société à Nutley et restructure la branche américaine en tant que filiale indépendante : Roche-Nutley. Vers 1940, Roche-Nutley génère plus des deux tiers des profits totaux de Hoffman-LaRoche et, lorsque Bobst se retire en 1944, il est l'un des dirigeants de société les mieux rétribués du pays.

### Activités philanthropiques
Il commence par vendre des war bonds pendant la Seconde Guerre mondiale. Mais son action majeure est son soutien à l'American Cancer Society. En plus de son généreux soutien à l'association contre le cancer, Bobst fait également des dons substantiels aux institutions éducatives comme l'université Columbia, l'université de Pennsylvanie, le Franklin and Marshall College, le Elmer Holmes Bobst Institute of Clinical Research au Hahnemann Medical College and Hospital à Philadelphie, et la Chungang University à Séoul en Corée.
Une notable contribution fut son don de 11,5 millions de $ à l'université de New York (NYU) pour la création de la Elmer Holmes Bobst Library and Study Center. Le président de la NYU, James Hester écrivit, dans la préface de l'autobiographie de Bobst, « M. Bobst a fait une contribution majeure à notre bibliothèque car il connaît la valeur des bibliothèques, de par les études qu'il fit seul ».

## Distinctions et récompenses
Parmi les nombreuses récompenses que reçut Elmer Bobst, il y eut des diplômes honoraires des Franklin and Marshall College, Hahnemann Medical College, Rider College et de l'université de Pennsylvanie. Il reçut le Henry Busby Award du Columbia University's College of Pharmacy en 1961, le National Cancer Society Award en 1962, le Horatio Alger Award en 1965 et le Albert Gallatin Award de la New York University en 1966.

## Œuvres
- A businessman's appreciation of Harold G. Hoffman. ; New York 1940. (OCLC 31714372)
- Three tales told of your doctor ; Nutley, N.J. : Hoffmann-LaRoche and LaRoche-Organon, 1941. (OCLC 11624392)
- Bobst: the autobiography of a pharmaceutical pioneer. ; New York, McKay 1973. (OCLC 613805)

## Sources
- (en) « Guide to the Elmer Holmes Bobst Collection 1862-1978 », New York University Library (consulté le 19 mai 2007)
- Bobst: the autobiography of a pharmaceutical pioneer. ; Elmer Holmes Bobst ; New York, McKay 1973 (OCLC 613805)